# Société J. F. Cail & Cie
Société J. F. Cail & Cie (с фр. — «Общество Ж. Ф. Кая и Ко») — располагавшаяся в Париже промышленная компания периода Второй Французской империи. Была основана в 1850 году французским промышленником Жаном Франсуа Каем и выпускала силовые установки для промышленности (преимущественно сахарной), паровозы и мосты; более половины продукции экспортировалось в другие страны.
Из-за неправильной транскрипции, в русской литературе часто встречается под названием Кайль.

## История

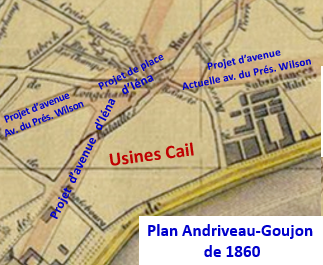
Завод Кая на плане 1860 года

Предшественником является машиностроительная Société Ch.Derosne et Cail, которая в свою очередь была основана в 1836 году Шарлем Деросом при поддержке Жана Кая на базе семейной аптеки Деросов. После февральской революции 1848 года (Шарль Дерос умер за два года до этого) данное предприятие было отдано на самоуправление рабочим, что однако привело к резкому сокращению производства, которое спустя всего два года практически прекратилось.
Чтобы избежать закрытия заводов, 6 июня 1850 года Кай создаёт новую организацию Société J. F. Cail & Cie со стартовым капиталом 7 миллионов франков. Её головной офис и основные машиностроительные мощности располагались в Шайо в доме 46 на набережной Билли (нынешняя Нью-Йоркская улица), а в Грёнеле на противоположном берегу Сены располагались кузницы, заготовительные и обрабатывающие мощности, что позволяло компании быть самодостаточной для удовлетворения своих потребностей; на то время это была крупнейшая во Франции промышленная компания.

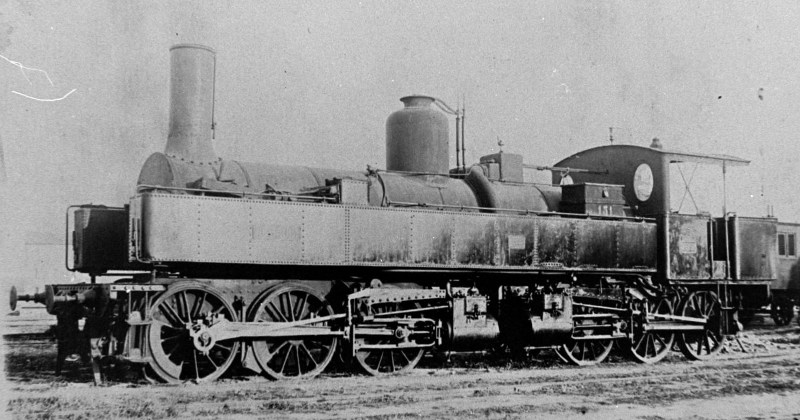
Построенный на Cail & Cie паровоз M-151 системы Мейера

В 1853 году компания открыла дочернее предприятие в Брюсселе, где был налажен выпуск оборудования для сахарной промышленности; имелись заводы также в Валансьене и Дуэ. В 1855 году она построила однопролётный Аркольский мост — самый первый в Париже стальной мост. Основной продукцией при этом были паровозы, в том числе компании от предшественника перешла лицензия на выпуск локомотивов британской системы «Крэмптон». Так как железнодорожная сеть во Франции в 1850-е годы была ещё слабо развита, с 1857 года компания Кая начала экспортировать локомотивы в Испанию и Россию (Петербурго-Варшавская, Московско-Рязанская, Шуйско-Ивановская, Киево-Балтская и другие дороги); доля экспорта от общего объёма выпуска достигала 59 %.
В сентябре 1861 года «Кай и компания» объединилась с совсем молодым предприятием Parent, Schaken, Caillet et Cie (в 1865 году было переименовано в Fives-Lille), которое специализировалось на выпуске металлических конструкций. Совместное предприятие занималось выпуском металлических мостов и сооружений, в том числе для Всемирной выставки 1867 года (на ней Кай получил две золотые медали) и для Киево-Балтской железной дороги, а также локомотивов.
На фабрике в Шайо в 1865 году работали 1000 человек, когда в том же году в рождественскую ночь (с 24 на 25 декабря) примерно в 01:30 на ней произошёл пожар. В самом здании в тот момент находились три человека, которые успели эвакуироваться, однако огонь уничтожил мастерские и даже конструкторское бюро с чертежами и деревянными моделями; уцелели только административные корпуса. Жан Франсуа Кай принимает решение не восстанавливать старое здание завода, вместо этого оставив в Шайо лишь штаб-квартиру компании, взамен возведя в Грёнеле новые производственные здания общей площадью 27 тысяч квадратных метров. Вскоре штат компании даже превышал тысячу человек, но высокая конкуренция привела к сокращению производства. Начавшаяся в 1870 году франко-прусская война и вовсе заставила перевести основные мощности на выпуск снарядов и вооружения, хотя производство машин гражданского назначения и не было прекращено, в том числе было поставлено оборудование для открытой в том же году мукомольной мельницы.
Также в 1870 году было разорвано сотрудничество с Fives-Lille; предприятие Société J. F. Cail & Cie при этом было преобразовано в Nouvelle Société J.F Cail (с фр. — «Новое общество Ж. Ф. Кая»). В следующем году её основатель Кай скончался, а в 1877 году были проданы участки в Шайо. В 1883 году предприятие Nouvelle Société J.F Cail была окончательно закрыто; ему на смену пришло акционерное общество Anciens Établissements Cail (с фр. — «Старые заведения Кая»).

## В культуре

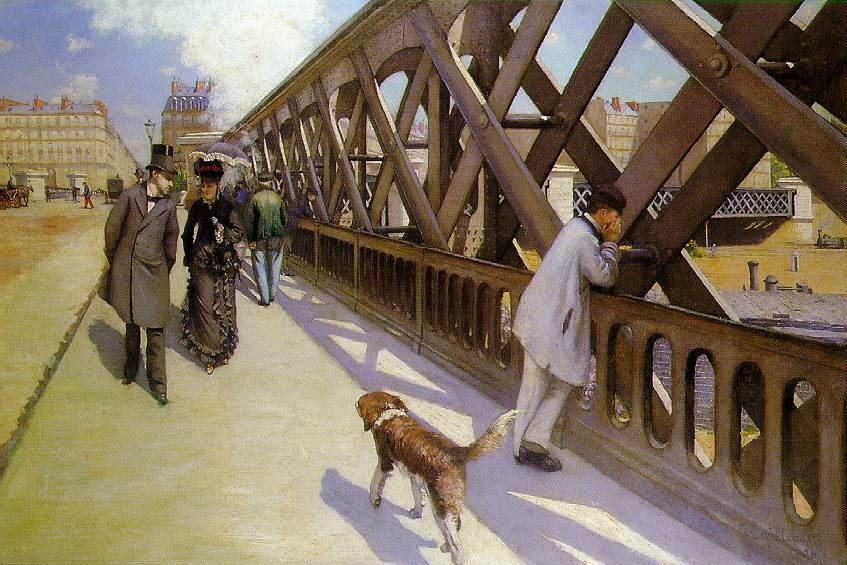
Гюстав Кайботт «Мост Европы»

Предприятие Cail & Cie несколько раз встречается в произведениях Жюля Верна:
- «Двадцать тысяч лье под водой» — в главе 13 («Некоторые цифры») капитан Немо упоминает, что в данной компании он заказывал резервуары для будущего «Наутилуса».Ses réservoirs ont été fabriqués par Cail et Co, de Paris, sa machine par Krüpp, en Prusse, son éperon dans les ateliers de Motala, en Suèdeses, instruments de précision chez Hart frères, de New-York, etc., et chacun de ces fournisseurs a reçu mes plans sous des noms divers.
- «Ченслер» — в главе 4 («С тринадцатого сентября по шестое октября») Уильям Фолстен намеревается приобрести центробежные мельницы данной фирмы для завода гидравлических машин в Южной Каролине.William Falsten, lui, est un ingénieur de Manchester, qui a l'air très-anglais. Il dirige une vaste usine hydraulique dans la Caroline du Sud et va chercher en Europe de nouveaux appareils perfectionnés, entre autres les moulins à force centrifuge de la maison Cail.
- «Вверх дном» — в главе 17 («Что происходило у подошвы Килиманджаро в продолжение восьми месяцев этого памятного года») металлургическое производство у горы Килиманджаро сравнивается с несколькими современными заводами, в том числе и компанией Кая (в русском переводе названия некоторых из них опущены).On n'eût pas procédé avec plus de succès dans les usines du Creusot, de Cail, d'Indret, de la Seyne, de Birkenhead, de Woolwich ou de Côckerill.

Художник Поль Гоген в период своего раннего творчества в 1875 году написал три картины с изображением набережной Грёнеля и расположенными за ней корпусами завода Кая. На картине «Мост Европы» Гюстава Кайботта изображён одноимённый мост, построенный совместно J. F. Cail & Cie и Fives-Lille.